# Candes-Saint-Martin
Candes-Saint-Martin är en kommun i departementet Indre-et-Loire i regionen Centre-Val de Loire i de centrala delarna av Frankrike. Kommunen ligger i kantonen Chinon som tillhör arrondissementet Chinon. År 2022 hade Candes-Saint-Martin 182 invånare.

## Befolkningsutveckling
Antalet invånare i kommunen Candes-Saint-Martin
Referens:INSEE